# Kalu Uche
Kalu Uche (nascut a Aba, Nigèria el 15 de novembre del 1982) és un exfutbolista nigerià que jugava com a centrecampista.